# فیلیپ تومالن
فیلیپ تومالن (فرانسوی: Philip Tomalin‎; ۱۰ آوریل ۱۸۵۸ – ۱۲ فوریهٔ ۱۹۴۰) بازیکن کریکت اهل فرانسه بود.
وی همچنین برندهٔ جوایزی همچون لژیون دونور (شوالیه) شده‌است.